# Femme (Terre-Neuve)
Pour les articles homonymes, voir Femme (homonymie).
Femme est une localité abandonnée de Terre-Neuve-et-Labrador au Canada. Elle est située sur la côte nord-ouest de la baie de Fortune sur l'île de Terre-Neuve.

## Annexe